# Fatima Zahra Ait Ali
Fatima Zahra Ait Ali, née le 1er septembre 1988, est une judokate marocaine.

## Carrière
Fatima Zahra Ait Ali évolue dans la catégorie des moins de 57 kg. Elle est médaillée d'argent aux Jeux panarabes de 2011 et aux Championnats d'Afrique de judo 2013.
Elle remporte la médaille de bronze aux Championnats d'Afrique de judo 2004, aux Championnats d'Afrique de judo 2005, aux Jeux panarabes de 2007, aux Championnats d'Afrique de judo 2011, aux Championnats d'Afrique de judo 2012 et aux Jeux méditerranéens de 2013.